# Beatrice von Weizsäcker

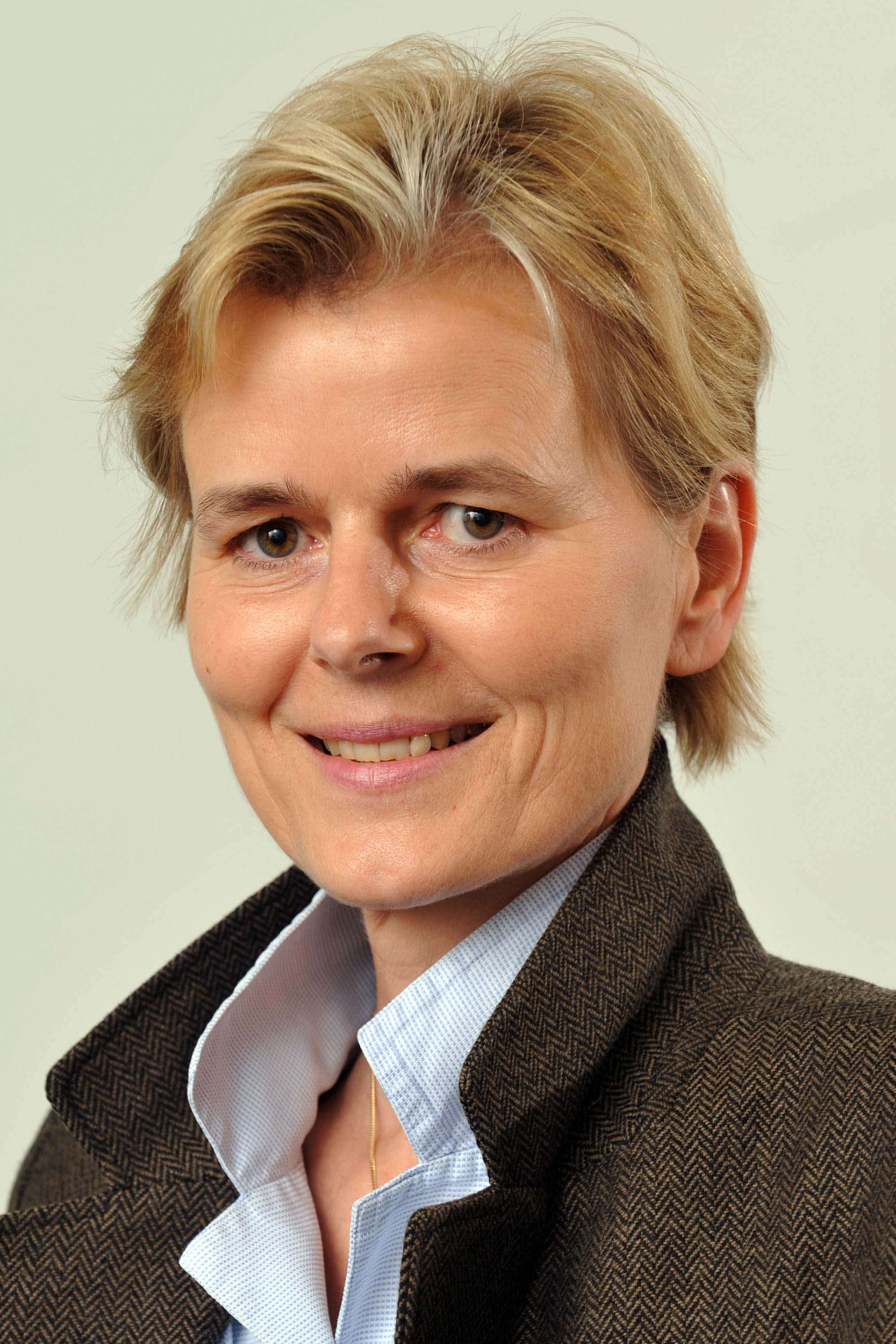
Beatrice von Weizsäcker (2009)

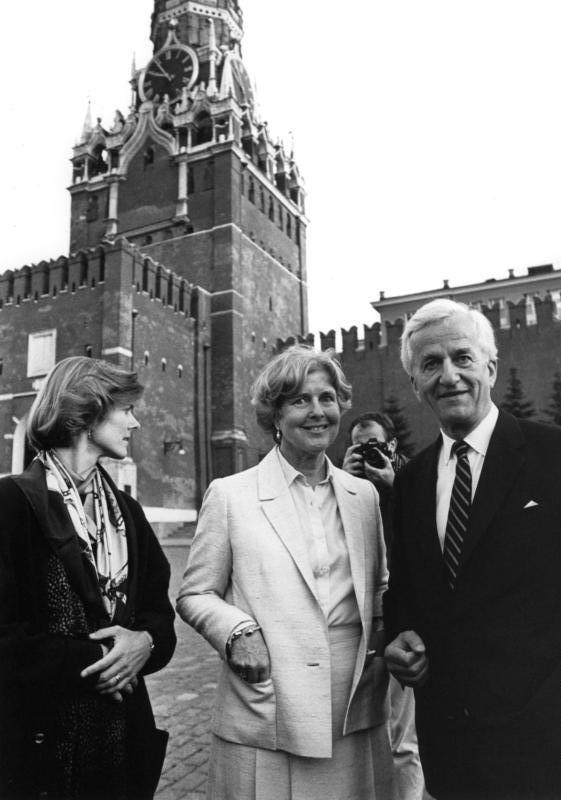
Beatrice von Weizsäcker (links) in Moskau auf dem Roten Platz, zusammen mit ihren Eltern, Aufnahme 1987

Marianne Beatrice Freiin von Weizsäcker (* 20. August 1958 in Essen) ist eine deutsche Juristin, Autorin und freie Journalistin. Sie entstammt dem pfälzisch-württembergischen Geschlecht Weizsäcker und ist die Tochter des ehemaligen deutschen Bundespräsidenten Richard von Weizsäcker und dessen Ehefrau Marianne von Weizsäcker, geb. von Kretschmann.

## Leben
Von Weizsäcker studierte Rechtswissenschaften und promovierte 1990 in Göttingen mit der Dissertation Deutsch-deutsche Städtepartnerschaften 1986 - Januar 1990. Bestandsaufnahme und rechtliche Würdigung zur Dr. jur. Nach Studium und zweitem juristischen Staatsexamen war sie zunächst freie Mitarbeiterin im Bundeskanzleramt sowie wissenschaftliche Mitarbeiterin bei Rita Süssmuth, die von 1985 bis 1988 Bundesfamilienministerin war.
Von Weizsäcker ist Buchautorin und hat zahlreiche Beiträge in Büchern und Zeitschriften veröffentlicht.
1990 wurde sie Lektorin im Bonner Bouvier Verlag. Von 1991 bis 2000 war sie politische Redakteurin beim Tagesspiegel in Berlin. Von 2000 bis 2003 arbeitete sie als Dezernentin für die Stiftung „Erinnerung, Verantwortung und Zukunft“ zur Entschädigung ehemaliger Zwangsarbeiter. Von Ende 2007 bis Anfang 2009 war sie verantwortliche Mitarbeiterin des Netzwerkes Weiße Rose der Weiße Rose Stiftung und bis 2018 Vorstandsmitglied der überparteilichen Theodor-Heuss-Stiftung.
Beatrice von Weizsäcker war zwölf Jahre lang Mitglied des Präsidiums des Deutschen Evangelischen Kirchentags. Auch den Präsidien des 2. und des 3. Ökumenischen Kirchentags gehörte sie an. Im Mai 2020 konvertierte sie zum katholischen Glauben.
In den Jahren 2012 bis 2015 war sie Schirmherrin des „Argula von Grumbach Preises“ der Evangelisch-Lutherischen Kirche in Bayern und der Argula-von-Grumbach-Stiftung, Thema: „Wie verändern Frauen die Kirche?“.
2017/2018 war sie Schirmherrin des neunten Landeswettbewerbs Evangelische Religion der Hanns-Lilje-Stiftung zum Thema Rituale. Die Ausschreibung wurde in Kooperation mit dem Religionspädagogischen Institut Loccum veranstaltet. Der Wettbewerb richtete sich an Schüler des 10. Jahrgangs sowie der gymnasialen Oberstufe an Gymnasien, Gesamtschulen und Fachgymnasien. „Rituale“, so von Weizsäcker, „können eine ungeheure Hilfe sein.“ Es gebe eine Vielzahl derartiger Riten: „Auch ein Kuss kann ein Ritual sein. Oder ein Lächeln.“
Von Weizsäcker ist Mitinitiatorin des „Offenen Briefes“, mit dem sich ab Ende Mai 2018 binnen weniger Tage hunderte Menschen gegen die Kreuz-Verordnung in Bayern und die aus ihrer Sicht unchristliche Politik der CSU wandten, insbesondere deren Flüchtlingspolitik und Abschiebepraxis. Im Juli 2018 verfasste sie mit zwei weiteren Mitgliedern des Präsidiums des Deutschen Evangelischen Kirchentags die Petition „Erst stirbt der Mensch, dann das Recht!“ für eine humanitäre Flüchtlingspolitik in Europa, der sich innerhalb weniger Wochen 100.000 Menschen anschlossen.
Beatrice von Weizsäcker ist die Schwester von Robert K. von Weizsäcker. Ihre beiden bereits verstorbenen Brüder waren Andreas von Weizsäcker und Fritz von Weizsäcker.

## Veröffentlichungen
als Autorin
- Verschwisterung im Bruderland. Städtepartnerschaften in Deutschland. Bouvier, Bonn 1990, ISBN 3-416-02258-0.
- Deutsch-deutsche Städtepartnerschaften 1986–Januar 1990. Bestandsaufnahme und rechtliche Würdigung. Dissertation. Georg-August-Universität Göttingen, Göttingen 1990.
- Warum ich mich nicht für Politik interessiere…, Bastei Lübbe|Lübbe, Bergisch Gladbach 2009, ISBN 978-3-7857-2389-0.
- Die Unvollendete. Deutschland zwischen Einheit und Zweiheit. Lübbe, Köln 2010, ISBN 978-3-7857-2417-0.
- Ist da Jemand? Gott und meine Zweifel, Piper, München/Zürich 2012, ISBN 978-3-492-05513-0
- Liebe Deinen Nächsten wie dich selbst! – Warum sollte ich? In: Denkanstöße 2014, Piper Verlag, München 2013, S. 35–49., ISBN 978-3-492-30275-3.
- JesusMaria – Christentum für Frauen, Piper Verlag, München 2014, ISBN 978-3-492-05644-1.
- Den Zweifel heiligen und: Was ich glaube In: Stark im Glauben – Gedanken kluger Frauen, Coppenrath, Münster 2017, ISBN 978-3-649-62413-4.
- mit Norbert Roth: Haltepunkte – Gott ist seltsam, und das ist gut, Herder Verlag, Freiburg im Breisgau 2021, ISBN 978-3-451-03677-4.
- Vaterunser – Gebet meiner Sehnsucht, Herder Verlag, Freiburg im Breisgau 2023, ISBN 978-3-451-39491-1.
- Wer's glaubt ... – Meine Seligpreisungen, Herder Verlag, Freiburg im Breisgau 2025, ISBN 978-3-451-39819-3.

als Herausgeberin
- Demokratie ist keine Glücksversicherung. Vierzig Jahre Theodor-Heuss-Preis. Chronik und Zeitansage. Hohenheim-Verlag, Stuttgart/Leipzig 2005, ISBN 3-89850-129-9.